# Praxedis de la Peña García
Praxedis de la Peña García (Saltillo, Coahuila, 8 de noviembre de 1847 – Torreón, Coahuila; 15 de enero de 1926) fue un destacado abogado, político y empresario mexicano, gobernador de Coahuila en 3 ocasiones.

## Biografía
Nació en Saltillo, Coahuila, el 8 de noviembre de 1847, siendo hijo de Praxedis de la Peña Berlanga y de María Julia García Sánchez. Contrajo matrimonio con Concepción Valdés Elguezábal, con quien tuvo 9 hijos.
Curso sus Estudios de Preparatoria en el Colegio Isaac Pitman, Se tituló de abogado en 1870, y fue oficial mayor de la Secretaría General de Gobierno del estado y gobernador de Coahuila en tres ocasiones,
en 1884, 1909 y de 1913 a 1914.
Fue comisionado por el gobierno del Estado para defender un deslinde de límites entre Coahuila y Durango, en el cual logró resultados favorables. Fue un próspero hombre de negocios, siendo fundador de la Compañía Luz y Fuerza Eléctrica de Saltillo y del Banco de Coahuila.
A partir de 1885 vivió en La Laguna, dedicándose a los negocios, principalmente en el Rancho del Torreón, luego erigido en villa y después en ciudad, siendo uno de sus fundadores. Contribuyó al engrandecimiento industrial de Torreón, y fue fundador y presidente de importantes empresas. Asimismo de compañías mineras de Torreón.
Falleció en Torreón, Coahuila, el 15 de enero de 1926. Fue sepultado en Saltillo.